# Семявыбрасывающий проток
Семявыбрасывающий проток (эякуляторный проток, семяизвергательный канал) — парная трубчатая структура, образованная слиянием протока семенного пузырька и семявыносящего протока. Длина каждого эякуляторного протока составляет около 2 см. Эякуляторные протоки проходят через предстательную железу и открываются в уретру на поверхности семенных бугорков.
Встречается как врождённая, так и приобретённая обструкция семявыбрасывающего протока. В случае двухсторонней обструкции развивается аспермия/азооспермия, мужское бесплодие. Хирургическое вмешательство по поводу доброкачественной гиперплазии предстательной железы может привести к повреждению этих протоков с развитием ретроградной эякуляции.